# Тихонов, Николай Андреевич (математик)
Николай Андреевич Тихонов (род. 21 апреля 1945) — советский и российский учёный, математик, доктор физико-математических наук (1985), профессор (1991). Заслуженный профессор МГУ (2014).

## Биография
Родился в семье академика А. Н. Тихонова. Окончил физический факультет МГУ в 1969, кандидат физико-математических наук с 1971 (тема кандидатской диссертации «Об обратных задачах теории нелинейных колебаний»), доктор наук с 1985 (по другим данным с 1986) (тема докторской диссертации «Математическое моделирование процессов переноса вещества в пористых неоднородных средах»), профессор с 1991 (по другим данным с 1992) кафедры математики физического факультета МГУ. Имеет патенты и авторские свидетельства.
Областью научных интересов являются задачи математического моделирования процессов физической химии и создание на этой базе теоретических основ новых технологий. Читает курсы «Математическое моделирование как третий путь познания», «Дифференциальные уравнения, интегральные уравнения и вариационное исчисление», «Теория функций комплексного переменного», «Методы математической физики», «Основы математического моделирования».

## Публикации
- «Интегральные уравнения» (соавт., 1989);
- «Основы математического моделирования. Курс лекций. В 2-х ч.» (соавт., 2013);
- «Андрей Николаевич Тихонов» (соавт., 2006);
- «Страницы жизни академика А. Н. Тихонова» (соавт., 2016).